# Destino final 5
Destino final 5 (título original en inglés, Final Destination 5) es una película de terror sobrenatural estadounidense en 3D dirigida por Steven Quale, siendo la quinta entrega de la serie de películas de Destino final y a su vez  precuela de la  primera entrega. La película fue escrita por Eric Heisserer y está protagonizada por Nicholas D'Agosto, Emma Bell, Miles Fisher y Arlen Escarpeta.
A pesar de que la película anterior originalmente fue anunciada como la final de la franquicia, debido a su éxito financiero, el desarrollo de Destino final 5 comenzó en 2010. La filmación se llevó a cabo en Vancouver, al igual que en las tres primeras entregas. La película fue estrenada el 12 de agosto de 2011, y en DVD el 27 de diciembre del mismo año, incluyendo escenas eliminadas, documentales y una parodia en vídeo musical del reparto.
La película recibió críticas positivas; la primera película de la franquicia en tenerlas. Los críticos elogiaron la historia, el CGI, las escenas de muerte y el tono, especialmente en comparación con la entrega anterior. La película fue un éxito financiero y actualmente es la tercera película más taquillera de la franquicia.

## Argumento
Sam Lawton está de camino a un retiro corporativo con sus colegas. Mientras su autobús cruza el puente North Bay, Sam tiene la premonición de que el puente colapsará, matando a todos los que están ahí, excepto a su exnovia Molly Harper, quien logra cruzar el puente de manera segura. Preso del pánico, Sam persuade a varias personas de abandonar el puente antes de que se derrumbe, incluyendo a Molly; sus amigos Nathan Sears y Peter Friedkin; la novia de Peter, Candice Hooper; su jefe Dennis Lapman; y sus compañeros de trabajo Olivia Castle e Isaac Palmer. El agente del FBI, Jim Block, no cree que Sam sea responsable del colapso del puente, pero promete vigilarlo. En el funeral, el forense William Bludworth misteriosamente les dice a los sobrevivientes que "a la muerte no le gusta ser engañada" y les advierte que tengan cuidado. Creyendo que esto es una tontería, ellos ignoran su advertencia y se van.
Más tarde, Candice va a una práctica de gimnasia con Peter, donde un extraño accidente causa que ella salga volando de las barras asimétricas, rompiéndose la columna vertebral y dejando a Peter devastado. A la mañana siguiente, Isaac muere cuando su cabeza es aplastada por una estatua de Buda que cae durante una sesión de acupuntura en un balneario chino. Bludworth, que ha estado presente en ambas muertes, les dice a los sobrevivientes restantes que si desean engañar a la muerte, deben matar a alguien que nunca estuvo destinado a morir en el puente y, por lo tanto, reclamarán la vida que les queda. Ese mismo día, Olivia muere al caerse por la ventana de una clínica oftalmológica luego de un mal funcionamiento del láser con que trataría su miopía. , Sam se da cuenta de que los sobrevivientes están muriendo en el orden en que debieron morir en el puente; y se percata de que Nathan es el siguiente en la lista.
Mientras tanto, Nathan, que ha regresado a la fábrica donde trabaja, accidentalmente mata a su compañero de trabajo, Roy Carson, durante una discusión, empujándolo frente a un gancho de elevación, que lo atraviesa por la barbilla. Nathan le transmite esta información a los sobrevivientes restantes, que se dan cuenta de que él reclamó la vida restante de Roy al matarlo y, por lo tanto, debe estar a salvo. Cuando Dennis llega para interrogar a Nathan sobre el incidente, una llave inglesa lanzada por una lijadora de banda lo golpea en la cara, matándolo.
Esa misma noche, Sam trabaja en un restaurante, y después del trabajo le pide a su supervisor que reserve el restaurante para una cita con Molly. Peter, que se ha vuelto inestable después de la muerte de Candice, interrumpe la cita para decirles que ha decidido matar a Molly para reclamar su vida. Después de que Peter saca un arma, Sam y Molly escapan a la cocina del restaurante. El agente Block escucha los disparos desde afuera, pero cuando entra al restaurante, Peter lo asesina a tiros. Creyendo que ahora está a salvo de la muerte, Peter decide matar a Sam y Molly para eliminar cualquier testigo. Sam y Peter pelean, y Peter lo golpea dejándolo inconsciente, pero justo cuando está a punto de apuñalar a Molly con un cuchillo de cocina, Sam despierta y lo apuñala por la espalda con un gran pincho; lo que lleva a Sam a creer que ha reclamado la vida del agente Block.
Dos semanas después, Sam y Molly toman un vuelo a París. Mientras toman asiento, se produce una pelea entre dos pasajeros (Alex Browning y Carter Horton), revelando que el avión en el que él y Molly están es el vuelo 180. Al despegar, Sam escucha que uno de los pasajeros tuvo una premonición de la destrucción del avión, pero ya es demasiado tarde para que se vayan y tanto Sam como Molly mueren cuando el avión explota. Mientras tanto, en la ceremonia conmemorativa de Roy, Nathan descubre que Roy tenía un aneurisma cerebral que habría explotado "en cualquier momento". Cuando Nathan se da cuenta de que todavía está en peligro, el tren de aterrizaje del vuelo 180 se estrella contra el techo y lo aplasta, desencadenando los acontecimientos de las primeras cuatro películas.

## Reparto
- Nicholas D'Agosto como Samuel "Sam" Lawton.
- Emma Bell como Molly Harper.
- Miles Fisher como Peter Friedkin.
- Arlen Escarpeta como Nathan Sears.
- David Koechner como Dennis Lapman.
- Jacqueline MacInnes Wood como Olivia Castle.
- P. J. Byrne como Isaac Palmer.
- Ellen Wroe como Candice Hooper.
- Courtney B. Vance como el agente Jim Block.
- Tony Todd como William Bludworth.
- Brent Stait como Roy Carson.

## Producción

### Desarrollo
El director de Warner Bros., Alan Horn, confirmó en el ShoWest en marzo de 2010 que Destino final 5 estaba en producción. Luego, el productor Craig Perry agregó que la película se filmaría en 3D. En abril de 2010, Eric Heisserer fue anunciado como guionista. Inicialmente, el estudio escogió el 26 de agosto de 2011 como la fecha de lanzamiento, pero luego la cambiaron al 12 de agosto del mismo año. En junio de 2010, New Line Cinema anunció que Steven Quale dirigiría la película.

### Guion
Según Heisserer, Destino final 5 siempre fue una precuela, ambientada antes de la primera película; la idea vino del productor Craig Perry. Heisserer dijo que uno de los principales problemas que encontró al escribir la película fue crear buenas secuencias de muerte, y cree que lograrlo en el universo de Destino final es "ridículamente difícil". La inspiración para la muerte de Olivia Castle involucró la cirugía ocular LASIK después de que su esposa se sometió al mismo tipo de cirugía.

### Casting
En agosto de 2010, el actor y músico Miles Fisher fue el primero en ser elegido en la película como Peter Friedkin. Fisher había aparecido en numerosos cortometrajes y en un pequeño papel en la película de comedia Superhero Movie. Durante una entrevista, Fisher dijo que "he hecho un poco de televisión y un poco de película, pero el 3D es casi un deporte completamente diferente". Tres días después, Arlen Escarpeta fue seleccionado en la película como Nathan Sears. Escarpeta explicó que "creo que lo van a hacer realmente, muy bien esta vez: la historia, la trama, un montón de cosas realmente van a importar, creo que la última película solo fueron muertes. Muertes, muertes, muertes, lo cual está bien porque eso es lo que la gente quiere ver. Pero esta vez vamos a darles un poco de todo: buena historia, gran director, va a ser bueno". Él apareció en las películas American Gun y Friday the 13th. A finales de agosto de 2010, Nicholas D'Agosto y Ellen Wroe fueron elegidos como Sam Lawton y Candice Hooper, respectivamente. Un día después, Tony Todd, quien interpretó al forense William Bludworth en las dos primeras entregas, se unió a la película.
El 30 de agosto de 2010, se anunció que David Koechner y P. J. Byrne se unieron al reparto como Dennis Lapman e Isaac Palmer, respectivamente. El 2 de septiembre, Emma Bell fue elegida como Molly Harper. A mediados de septiembre, tanto Jacqueline MacInnes Wood como Courtney B. Vance se unieron al reparto como Olivia Castle y el agente Jim Block, respectivamente.

### Rodaje
El rodaje de la ubicación regresó a Vancouver donde se rodaron partes de las tres primeras películas. La fotografía principal tuvo lugar entre el 13 de septiembre y el 14 de diciembre de 2010. Los productores declararon que esta entrega sería más oscura y más suspensa en el estilo de la película original. La actriz de Destino final 3, Chelan Simmons, reveló que la escena del accidente se filmaría en el puente Lions Gate en Vancouver.

## Música

### Banda sonora
La banda sonora de Destino final 5 se lanzó físicamente el 16 de agosto de 2011, cuatro días después del estreno de la película. La banda sonora contiene 19 pistas compuestas por Brian Tyler, compositor de música de Destino final 4. También es el segundo álbum de la banda sonora de Destino final que fue lanzada. Miles Fisher también lanzó un vídeo relacionado para su sencillo "New Romance" que presenta a los actores principales de la película en una parodia de Salvados por la campana en la que la mayoría muere en extraños accidentes, de acuerdo con la serie.

### Partitura
El álbum contiene 19 pistas compuestas por Brian Tyler, omitiendo las canciones publicadas comercialmente que se presentaron en la película.

## Lanzamiento

### Marketing
La "Autoridad de Normas de Publicidad" en el Reino Unido dictaminó que el póster teatral original, que se había utilizado en autobuses y trenes durante el verano, "probablemente causara miedo y angustia indebida a los niños". Se decidió que el anuncio no debe volver a aparecer en el formulario original.
Warner Bros. respondió al afirmar que el póster "reflejó con precisión el contenido de la película de forma adecuada sin causar miedo o angustia". También agregó que los colores gris oscuro y negro del póster eran "poco probables para llamar la atención de niños pequeños", y que la imagen "surrealista" no presentaba personas, sangre o exhibía violencia en la vida real.
La ANP, que había recibido trece quejas, con tres declarando que sus hijos (de edades comprendidas entre uno y tres años) estaban perturbados, dictaminó: "Consideramos que la imagen podría llamar la atención de los niños, especialmente porque se mostró un póster en un metro, donde era un medio no focalizado. Debido a que los niños muy pequeños podrían ver este anuncio que representa violencia, es probable que cause temor y angustia indebida a los niños".

### Medios caseros
Destino final 5 fue lanzado en DVD y disco Blu-ray el 27 de diciembre de 2011. El disco Blu-ray viene en dos formas: la edición de película y la edición de Blu-ray/DVD/UltraViolet. Una edición 3D de Blu-ray fue lanzada exclusivamente a través de Best Buy. La película fue lanzada en el Reino Unido el 26 de diciembre de 2011, sin embargo, solo la edición especial del disco Blu-ray contenía la versión en 3D de la película. Una copia de UltraViolet estaba disponible en todos los formatos.
Antes de que la película se estrenara en los cines, Miles Fisher lanzó un vídeo musical. Protagonizado por el reparto principal de Destino final 5 y con la canción original de Fisher, "New Romance", el vídeo parodió la comedia de la década de 1990, Salvados por la campana, e incluyó una pista sobre la trama de la película. Fisher, un fanático de la serie, y el director de vídeos musicales, Dave Green, vieron cada episodio y series contemporáneas como Boy Meets World y Clarissa Explains It All. Fisher, que interpreta a un personaje parecido a Zack Morris, dijo: "Pensamos: 'Dios, ¿no sería divertido y subversivo tener muertes tipo Destino final en este cómico mundo seguro?". Él también bromeó: "Básicamente, siempre he estado buscando una forma de bailar con Kelly Kapowski toda mi vida".

## Recepción

### Taquilla
Destino final 5 ocupó el tercer lugar en la taquilla de fin de semana con $18.4 millones detrás de Rise of the Planet of the Apes ($27.5 millones), que ocupó el primer puesto durante dos semanas, y The Help ($25.5 millones). También fue la tercera película de Destino final con mejor recaudación hasta la fecha detrás de Destino final 4 en 2009 ($27.4 millones) y Destino final 3 en 2006 ($19.1 millones). Destino final 5 recaudó $42.587.643 en el país y $115.300.000 en el extranjero, con una recaudación mundial de $157.887.643, convirtiéndose en la segunda película más taquillera de la franquicia.

### Crítica
En Rotten Tomatoes, la película tiene una calificación aprobatoria del 62% basada en 132 reseñas, con una calificación promedio de 5.8 sobre 10. El consenso crítico del sitio dice: "Sigue siendo solo para los fieles sedientos de sangre, pero Destino final 5 representa un sorprendente regreso a la forma de la franquicia". En Metacritic, la película tiene una puntuación promedio de 50 sobre 100, basada en 24 reseñas, que indica "críticas mixtas o promedio". Es la película más valorada de la franquicia en ambos sitios. Audiencias encuestadas por CinemaScore le dieron a la película una calificación promedio de "B+" en una escala de A+ a F.
Richard Roeper declaró en su crítica: "Desde los créditos de apertura hasta la muerte final, esta película muestra un gran uso del 3D". Todd Gilchrist de la revista Boxoffice ha declarado la película en su crítica por ser "la mejor película de terror en 3D que se ha hecho". Él describió a Destino final 5 como "un brillante thriller en 3D nativo (no posterior a la conversión) que maximiza la tecnología sin forzar la credulidad de la audiencia o sus constituciones". También declaró "llamar a cualquier cosa la 'mejor película de terror en 3D' tiene el anillo de coronación más grande del mundo, pero Quale usa el 3D casi sorprendentemente bien". En una reseña para Toronto.com, Linda Barnard ha declarado que "esto podría ser un caso en el que vale la pena pagar unos cuantos dólares extra para ver una película en 3D".
Los efectos visuales fueron elogiados por mejorar el débil CGI de la entrega anterior. Betty Jo Tucker de ReelTalk Movie Reviews dijo en su crítica que "la película cuenta con algunos de los mejores efectos visuales de todos los tiempos, especialmente en la secuencia del colapso del puente al principio de la película". En su crítica de Destino final 5, Roger Ebert dijo que "los efectos especiales hacen un excelente trabajo de decapitación, incineración, vivisección, aplastamiento, etc.". Lisa Giles-Keddie de uk.real.com dijo: "Destino final 5 contiene algunos de los efectos más divertidos de la historia, mejorando las emociones y derrames sangrientos, en lugar de restarles valor".
Las escenas de muerte en la película han sido elogiadas por su suspenso, creatividad e impacto. La revista Boxoffice dijo en alabanza, "los espectadores se conectan con el dolor que se puede relacionar con las lesiones cotidianas y la sangrienta gratificación de una pieza bien construida, más grande que la vida". Nj.com opinó: "Admitido, hay una cierta inventiva a la manera en que el director Steven Quale escenifica la violencia". San Francisco Chronicle dijo que los personajes son "asesinados de maneras horripilantes y espectaculares". La muerte de Candice Hooper ha sido alabada como "llena de ansiedad", "un bello ejemplo de suspenso cómico exitoso", "suspenso estilo Hitchcock que te mantiene al borde de tu asiento", e "inventivamente grotesca". Film.com declaró en su crítica "las muertes posteriores son impredecibles, pero todas muestran una chispa creativa. Quale las establece como un cruce entre una broma y un truco de magia, estableciendo cuidadosamente los detalles cruciales".
El colapso del puente ha cosechado considerables elogios de la crítica, y muchos lo declaran a la par con la "Colisión de la ruta 23" de Destino final 2. Se ha dicho que es "una de las mejores secuencias únicas de cualquier película durante todo el año" por la revista Boxoffice. Uk.real.com declaró que la secuencia del colapso del puente está "bellamente dirigida y coreografiada". Eric D. Snider ha declarado en su reseña para Film.com que "la premonición de apertura es sumamente efectiva". The New York Post llamó a la secuencia del colapso del puente como "espectacular", y Daily News la consideró "aterradora". USA Today comentó sobre el colapso y dijo: "El efecto es formidable y recuerda la destrucción del puente de Misión imposible 3". Betsy Sharkey, crítica de cine de Los Angeles Times, declaró en su crítica: "Voy a decir que el autobús, y el puente que debe atravesar, crea una secuencia de apertura bastante increíble". En una reseña de MSN.com, Kat Murphy dijo que "el quinto capítulo comienza con una grandiosa catástrofe", y luego declaró que el colapso del puente está "hábilmente orquestado", y "esta secuencia en realidad se ve reforzada por ser en 3D: los agujeros en la desintegración del puente parecen bajar la mirada, vertiginosamente, hacia el río de abajo, y los ángulos irregulares de la cámara sobre barandillas colgantes y escombros deslizantes confunden nuestro sentido de lo que sucede, lo que está abajo". The Hollywood Reporter elogió "la secuencia de apertura de esta película es innegablemente espectacular". Aaron Hillis de The Village Voice llamó al colapso del puente "impresionantemente escenificado". The Advocate declaró que "el director Steven Quale y el escritor Heisserer preparan el colapso del puente con detalles rápidos pero exigentes". The Austin Chronicle dijo que la secuencia del colapso del puente es "espectacularmente horripilante".